# معرض نيروبي
معرض نيروبي هو معرض فني يقع على أطراف منطقة الأعمال المركزية في نيروبي، يُعنى المعرض بعرض الفن الأفريقي.

## التاريخ
صُمم المبنى من قِبل سي. راند أوفاري، واكتمل بناؤه عام1913لوزارة شؤون السكان الأصليين، وخلال الحقبة الاستعمارية، كان بمثابة مكتب حكومي يُعنى بإحصاء الزيجات والمواليد والوفيات، ومنذ عام 1963، استُخدم المبنى كمكتب للمفوض المؤقت حتى عام 1984، ثم استُخدم المبنى لاحقًا كمكتب فرعي لحزب كانو في نيروبي حتى عام 1997، وفي عام 1995 أُعلن المبنى نصبًا تذكاريًا وطنيًا، وفي عام 1997، انتقلت ملكية المبنى إلى المتاحف الوطنية في كينيا،وفي عام1999 بدأت المؤسسة الحكومية عملية تجديد المبنى، وفي عام 2005، اكتملت أعمال التجديد وافتتح المعرض لأول مرةخلال عام 2019. تعاونت المتاحف الوطنية في كينيا مع جوجل لتحويل معروضات معرض نيروبي إلى نسخة رقمية على منصة جوجل للفنون والثقافة بالإضافة إلى إضافة نسخة معدلة من جوجل ستريت فيو إلى غرف المتحف.

## المجموعات
يحتوي المعرض على مجموعة من الطوابع الأفريقية من مختلف بلدان القارة بالإضافة إلى مجموعة من صور جوزيف مورومبيفي غرفة جوزيف وشيل مورومبي توجد العديد من قطع الأثاث مثل أريكة لامو وخزانة زنجبار وملصقات حول التراث الأفريقي، ويحتوي المعرض أيضًا على مجوهرات أفريقيةينتمي جزء من المجوهرات إلى ثقافة توركانا، ويحتوي على مقاعد أفريقية وأسلحة تقليدية وحاويات تستخدمها مجتمعات كينية مختلفة لتخزين الأشياء أو الطهيوسلال نوبية ومنحوتات خشبيةويحتوي المعرض على منحوتات ولوحات لفنانين من أجزاء مختلفة من أفريقيا مثل نيجيريا مع أعمال بروس أونوكبراكبيا وجوزيف أولابود وأسيرو أولاتوندي أوسوجبو، وملابس تقليدية مثل إيجونجونومنسوجات تقليدية مثل مجموعة كانجافي عام 2015 عرض المعرض أعمال الفنان الكيني بيترسون كامواثيوفي عام 2018 نظم المعرض معرضًا يضم أعمال تسع فنانات من شرق إفريقيا، بما في ذلك أعمال فنية لمارجريت ترويل، وروز ماري كاروجا، وماجدالين أودوندو، وتيريزا موسوك، وروبن أندرسون، ويوني وايت إي، وجوي آدمسون، وجيرالدين روبرتس، وناني كروزوفي عام 2019، عرض المعرض لوحات تينجا تينجا التي نشأت في تنزانياوفي عام 2019 أيضًا، قدم المعرض معرضًا مع فنانين من تنزانيا تضمن أعمال الفنانين روبينا نتيلا وموزو سليمان.